# Pieter Claeissins de Jonge

Een christelijke allegorie van de redding van een christenziel.

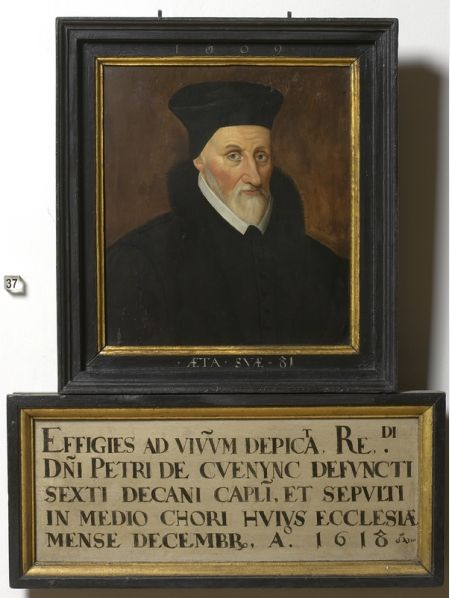
Portret van deken Pieter de Cuenink

Pieter Claeissins (Brugge, 1532-1623), genaamd Claeissens de Jonge, was een Brugs kunstschilder.

## Levensloop
Pieter Claeissins behoorde tot de Claeissinsfamilie, als zoon van Pieter Claeissins de Oudere.
In 1570 werd hij als meesterschilder aanvaard in de Brugse schildersgilde. Hij werd deken van het ambacht in 1587-1588, 1600-1601 en 1606-1607.
In 1581 volgde hij zijn broer Antoon Claeissens op als schilder van de stad Brugge. In 1584 maakte hij een triomfboog bij de plechtige intocht van Alexander Farnese, de hertog van Parma, na het einde van het calvinistisch bewind. Hij tekende of schilderde ook landkaarten in opdracht van de stad en herschilderde de wijzerplaat en de naalden van het uurwerk op het Belfort.

## Werken
- Restauratie in 1585 van de Verrijzenis, hoofdaltaarstuk in de Sint-Salvatorskerk, werk van zijn vader Pieter de Oude, gehavend tijdens de calvinistische periode.
- Polychromeren van het Sacramentshuis met omheining in de Sint-Walburgakerk.
- Portret van Pieter Symons de Tielt, tweede bisschop van Ieper.
- Allegorie van de Vrede in de Nederlanden (1577), een verzinnebeelding van het Verdrag van Doornik van 22 mei 1584, bewaard in het Groeningemuseum.